# 2019年世界水泳選手権エリトリア選手団
2019年世界水泳選手権エリトリア選手団は、2019年7月12日から7月28日まで韓国の光州で開催された第18回世界水泳選手権のエリトリア選手団、およびその競技結果。今大会、エリトリアは世界水泳選手権初参加となった。

## 選手団
- 人員: 選手 2人

## 選手名簿・結果
| 選手                   | 種目               | 予選      | 予選  | 準決勝   | 準決勝   | 決勝     | 決勝     |
| 選手                   | 種目               | 結果      | 順位  | 結果     | 順位     | 結果     | 順位     |
| ---------------------- | ------------------ | --------- | ----- | -------- | -------- | -------- | -------- |
| ギルマイ・エフレム     | 男子50m自由形      | 23秒92    | 71位  | 予選敗退 | 予選敗退 | 予選敗退 | 予選敗退 |
| ギルマイ・エフレム     | 男子50m背泳ぎ      | 27秒96    | 56位  | 予選敗退 | 予選敗退 | 予選敗退 | 予選敗退 |
| ダニエル・クリスチャン | 男子100m自由形     | 55秒88    | 100位 | 予選敗退 | 予選敗退 | 予選敗退 | 予選敗退 |
| ダニエル・クリスチャン | 男子100mバタフライ | 1分00秒77 | 71位  | 予選敗退 | 予選敗退 | 予選敗退 | 予選敗退 |